# Xã Blue Creek, Quận Paulding, Ohio
Xã Blue Creek (tiếng Anh: Blue Creek Township) là một xã thuộc quận Paulding, tiểu bang Ohio, Hoa Kỳ. Năm 2010, dân số của xã này là 781 người.